# Château de Vouzeron
Le château de Vouzeron est un château de style néogothique dont le bâtiment principal fait s'étend sur 2 000 m2, au sud-est de la commune de Vouzeron, dans le département du Cher, en France.

## Historique
Il est bâti par Gabriel-Hippolyte Destailleur pour le baron Eugène Roger (1850–1906) dans les années 1887-1893.
Destailleur avait, quelques années auparavant, édifié le château de Franconville à Saint-Martin-du-Tertre (Val-d'Oise), pour le duc de Massa, demi-frère du baron Roger. C'est en voyant Franconville que le Baron chargea Destailleur de lui édifier un château sur un vaste terrain qu'il possédait dans le Cher.  
D'un style très différent de celui de Franconville (qui s'inspire de Maisons-Laffitte), le Château de Vouzeron mélange certains éléments néogothiques et Renaissance. La porte d'honneur — qui est située sur la gauche du bâtiment et non au centre — ouvre sur un hall qui dessert plusieurs pièces. Trois pièces principales, construites en enfilade, servaient de pièces de réception. Elles sont chacune ornées de cheminées copiées des cheminées royales de François Ier. Un escalier d'honneur en bois et orné de têtes de lions sculptées dessert le premier étage où étaient les chambres. Trois autres étages servaient pour les domestiques. 
Un ingénieux système d'ascenseur et de rails permettait l'acheminement du bois, de la nourriture etc. 
Il est à noter que l'année de l'achèvement de la construction a débuté celle du château de Trévarez, dans le département du Finistère, réalisé par le fils de Gabriel-Hippolyte Destailleur, Walter-André Destailleur. Les deux châteaux présentent de très nombreuses similitudes, tant dans les volumes et le style que dans les aménagements de grand luxe déployés. 
Le château est acheté en 1937 par l’Union des syndicats des travailleurs de la métallurgie de la région parisienne (CGT) qui le transforme pour l’utiliser comme colonie de vacances jusqu’en 1939. Puis il devient le centre Louis Gatignon. En 2006 un industriel hollandais l'achète pour 2,5 millions d’euros. Il y entreprend de nombreux et coûteux travaux, tant dans le bâtiment que dans le parc, complètement laissé à l'abandon depuis des décennies.
Il fait l’objet d’une inscription au titre des monuments historiques depuis le 17 février 1995.